# West Valley City
West Valley City és una població dels Estats Units a l'estat de Utah. Segons el cens del 2000 tenia 108.896 habitants.

## Demografia
Segons el cens del 2000, West Valley City tenia 108.896 habitants, 32.253 habitatges, i 25.931 famílies. La densitat de població era de 1.187,7 habitants per km².
Dels 32.253 habitatges en un 47,1% hi vivien nens de menys de 18 anys, en un 61,3% hi vivien parelles casades, en un 13,2% dones solteres, i en un 19,6% no eren unitats familiars. En el 14,7% dels habitatges hi vivien persones soles el 3,9% de les quals corresponia a persones de 65 anys o més que vivien soles. El nombre mitjà de persones vivint en cada habitatge era de 3,36 i el nombre mitjà de persones que vivien en cada família era de 3,71.
Per edats la població es repartia de la següent manera: un 33,7% tenia menys de 18 anys, un 12,9% entre 18 i 24, un 30,7% entre 25 i 44, un 17,4% de 45 a 60 i un 5,4% 65 anys o més.
L'edat mediana era de 27 anys. Per cada 100 dones de 18 o més anys hi havia 100,5 homes.
La renda mediana per habitatge era de 45.773 $ i la renda mediana per família de 48.593 $. Els homes tenien una renda mediana de 32.116 $ mentre que les dones 22.693 $. La renda per capita de la població era de 15.031 $. Entorn del 6,7% de les famílies i el 8,7% de la població estaven per davall del llindar de pobresa.

## Poblacions més properes
El següent diagrama mostra les poblacions més properes.